# Улица Кибальчича (Москва)
У́лица Киба́льчича — улица на севере Москвы в Алексеевском районе Северо-Восточного административного округа, между проспектом Мира и Рижским проездом. Входит в группу улиц района, названных в честь первопроходцев ракетостроения.

## История
На плане Москвы 1952 года восточная часть улицы обозначена как «Мазутный проезд» (возможно, «2-й …»), примыкая с северо-запада к «каноническому» Мазутному проезду.
В 1955 году вновь проложенный проезд от Ярославского шоссе до Мазутного проезда получил название 1-я Ярославская улица в связи с расположением близ Ярославского шоссе (ныне эта часть относится к проспекту Мира).
Переименована в 1965 году в память Николая Ивановича Кибальчича (1853—1881) — инженера, народовольца. Он был казнён за участие в организации убийства императора Александра II вместе с Желябовым, Перовской, Михайловым и Рысаковым 3 апреля 1881 года. Однако имена этих членов партии «Народная воля» не запечатлены на карте Москвы. Улица Кибальчича вошла в группу улиц, названных в честь достижений по освоению космоса: в 1881 году, находясь в заключении, Кибальчич создал эскиз реактивного летательного аппарата (ракетоплана).

## Расположение
Улица Кибальчича начинается от проспекта Мира напротив Звёздного бульвара (точнее, его юго-восточной полосы), проходит на восток, пересекает улицу Церковная Горка, Ярославскую улицу, улицу Константинова, улицу Павла Корчагина и оканчивается на Рижском проезде.

## Примечательные здания и сооружения
По нечётной стороне:
- № 1 — Финансовый университет при Правительстве Российской Федерации (приемная комиссия, ректорат, факультет «Финансы и кредит», факультет «Финансовый менеджмент», факультет очно-заочного обучения, факультет довузовской подготовки); Московское агентство ценных бумаг. Здание построено в 1970-х годах для Московского финансового института по проекту архитектора К. Н. Бабаева[4];
- № 3а — детский сад № 271;
- № 7 — общежитие гостиничного типа Высшей школы экономики;
- № 9 — гостиница ВДНХ;
- № 11, корпус 1 — НПФ «Информтранстехника»; издательство «Грамотей».

По чётной стороне:
- № 2, корп. 1 — жилой дом. Здесь жил лётчик, дважды Герой Советского Союза П. А. Таран[5];
- № 4/6 — детская библиотека № 165 СВАО; студия «Кристмас филмз»;
- № 6, корпуса 1, 2, 3 — Московский педагогический государственный университет, Институт биологии и химии.
- № 16 — географический факультет Московского педагогического государственного университета, библиотека Московского педагогического государственного университета, филиал № 4.